# باطل (منطق)
في المنطق، الباطل هو حالة من انعدام الحقيقة تُطلق على تقرير منطقي وتصفه باحتواء قيمة صواب سالبة. في الأنظمة المنطقية لدوال الصواب، تُعتبر الصِّحة والخطأ من قيم الصواب المُسلَّمة. ويُرمز إليه غالباً بالعدد صفر 0 (على وجه الخصوص في علم الحاسوب وجبر بول).